# Melasphaerula ramosa
Melasphaerula ramosa là một loài thực vật có hoa trong họ Diên vĩ. Loài này được (L.) Klatt miêu tả khoa học đầu tiên năm 1894.